# Ainay-le-Château
Ainay-le-Château es una comuna francesa situada en el departamento de Allier, de la región de Auvernia-Ródano-Alpes.
Los habitantes se llaman Castelainaisiens.

## Geografía
Está ubicada al noroeste del departamento, fronteriza con Cher.

## Demografía
| 1 594 | 1 613 | 1 552 | 1 544 | 1 458 | 1 165 | 1 107 | 1 019 |
| Para los censos de 1962 a 1999 la población legal corresponde a la población sin duplicidades (Fuente: INSEE [Consultar]) |       |       |       |       |       |       |       |